# Lilla magellanska molnet
Lilla magellanska molnet är en dvärggalax. Den klassas som en oregelbunden galax.
Vissa tror att Lilla magellanska molnet tidigare var en stavgalax som stördes av Vintergatan, och blev en oregelbunden galax.

## Observationshistorik

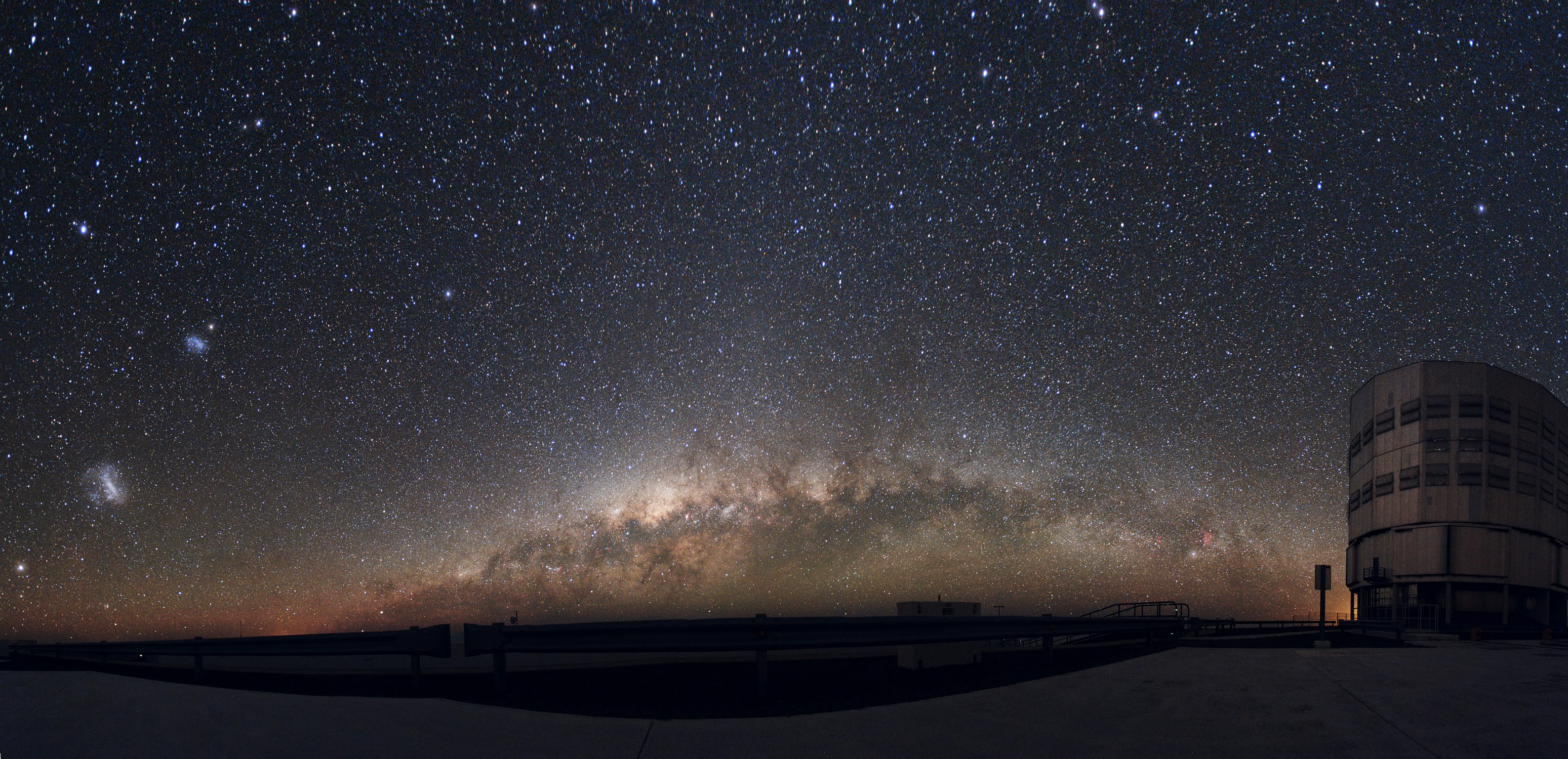
Panoramavy från ESO:s VLT. Galaxerna syns till vänster.

På södra halvklotet var Magellanska molnen kända bland urinvånare, inklusive söderhavsöbor samt Australiens aboriginer. Persiske astronomen Al Sufi kallade Stora magellanska molnet för "Al Bakr", ("Vita oxen"). Europeiska sjömän skall först ha noterat dem under Medeltiden då de använde dem i sin navigering. Portugisiska och nederländska sjömän kallade dem "Kapmolnen", ett namn som kvarstod i flera sekler. När Ferdinand Magellan åren 1519-1522 var ute på jordenruntsegling, beskrevs det av Antonio Pigafetta som en "dunkel stjärnsamling". I Johann Bayers stjärnatlas Uranometria, utgiven 1603, kallade han Lilla magellanska molnet "Nubecula Minor". På latin betyder "Nubecula" litet moln.
Mellan 1834 och 1838 studerade John Herschel södra halvklotets stjärnhimmel från Royal Observatory vid Godahoppsudden. Då han studerade Lilla magellanska molnet, beskrev han det som en "molning ljusmassa i oval skepnad, och ett ljust centrum". Inom Lilla magellanska molnets området katalogiserade han 37 nebulosor och stjärnhopar.
1891 öppnade Harvard College-observatoriet en station vid Arequipa i Peru. Åren 1893-1906, under Solon Baileys ledning, användes 610-millimetersteleskopet för att studera Magellanska molnen. Henrietta Swan Leavitt, astronom vid Harvard College-observatoriet, använde fotografierna från Arequipa för att studera stjärnornas ljusstyrka. 1908 publicerades hennes studier, som visade en typ av variabel stjärna som kallades "variabel hop", senare en cepheid efter prototypstjärnan Delta Cephei. Studierna visade ett samband mellan den variabla perioden, och stjärnans ljusstyrka.